# Ivenzo Comvalius
Ivenzo Ricky Thurston Comvalius (Paramaribo, Surinam, 24 de junio de 1997) es un futbolista profesional surinamés que juega como delantero en el Lorca Deportiva de la Tercera Federación de España. Es internacional con la selección nacional de Surinam.

## Clubes
Comvalius tuvo una prueba con el club neerlandés Almere City en 2018. En el verano de 2019, se unió al AS Trenčín de la Superliga de Eslovaquia con un contrato de 3 años. Comvalius hizo su debut en un empate 1-1 contra Ružomberok. Fue reemplazado en el minuto 73 por Milan Corryn. Comvalius anotó el empate contra el Spartak Trnava, que terminó con una victoria por 2-1, marcando su primer gol oficial para el club.

## Selección nacional
Comvalius fue incluido en el equipo de Surinam para la Copa Oro CONCACAF 2021 el 25 de junio de 2021.

### Goles internacionales
Las puntuaciones y los resultados enumeran el recuento de goles de Surinam en primer lugar. 
| N.º | Fecha                   | Sede                                                        | Adversario                | Gol  | Resultado | Competencia                                           |
| --- | ----------------------- | ----------------------------------------------------------- | ------------------------- | ---- | --------- | ----------------------------------------------------- |
| 1.  | 18 de agosto de 2018    | Stade de Baduel, Cayenne, Guayana Francesa                  | Guayana Francesa          | 1 –0 | 4–0       | Amistoso                                              |
| 2.  | 18 de agosto de 2018    | Stade de Baduel, Cayenne, Guayana Francesa                  | Guayana Francesa          | 2 –0 | 4–0       | Amistoso                                              |
| 3.  | 18 de agosto de 2018    | Stade de Baduel, Cayenne, Guayana Francesa                  | Guayana Francesa          | 3 –0 | 4–0       | Amistoso                                              |
| 4.  | 13 de octubre de 2018   | André Kamperveen Stadion, Paramaribo, Surinam               | Islas Vírgenes Británicas | 5 –0 | 5–0       | Clasificación de la Liga de Naciones CONCACAF 2019-20 |
| 5.  | 16 de marzo de 2019     | Ashraf Pierkhan Stadion, Nieuw Nickerie, Surinam            | Guyana                    | 2 –0 | 3-1       | Amistoso                                              |
| 6.  | 23 de marzo de 2019     | Estadio André Kamperveen, Paramaribo, Surinam               | San Cristóbal y Nieves    | 2 –0 | 2-0       | Clasificación de la Liga de Naciones CONCACAF 2019-20 |
| 7.  | 8 de septiembre de 2019 | Estadio André Kamperveen, Paramaribo, Surinam               | Nicaragua                 | 6 –0 | 6-0       | 2019-20 CONCACAF Liga de Naciones B                   |
| 8.  | 18 de noviembre de 2019 | Estadio Nacional de Fútbol de Nicaragua, Managua, Nicaragua | Nicaragua                 | 1 –0 | 2–1       | 2019-20 CONCACAF Liga de Naciones B                   |